# Joe Hisaishi
Joe Hisaishi  (久石譲?, Hisaishi Jō), pseudonimo di Mamoru Fujisawa (藤澤 守?, Fujisawa Mamoru; Nagano, 6 dicembre 1950), è un compositore, pianista e regista giapponese.
È noto per aver collaborato con i due più famosi cineasti giapponesi del tardo novecento, ovvero Hayao Miyazaki e Takeshi Kitano, dei quali ha scritto le colonne sonore di quasi tutti i film (la collaborazione con Takeshi Kitano si è interrotta dopo Dolls, del 2002).

## Biografia
Joe Hisaishi nasce in Giappone, a Nagano, nel 1950. Scopre la sua passione per la musica all'età di 5 anni, prendendo le prime lezioni di violino. Nel 1969 si iscrive al Kunitachi College, diplomandosi in composizione. Da quel momento, prende ufficialmente avvio la sua luminosa carriera di star mondiale.
Dopo aver collaborato con artisti minimalisti come compositore tipografico, nei primi anni settanta scrive la musica di un piccolo cartone animato intitolato Gyatoruzu, e delle serie anime Sasuga no Sarutobi e Futari Taka.
Le composizioni di Hisaishi vengono influenzate dal J-pop (musica popolare giapponese), dalla musica elettronica (soprattutto grazie al gruppo Yellow Magic Orchestra) e dalla new age, generi musicali che si diffondono in Giappone negli anni '70. Hisaishi crea nel corso degli anni uno stile davvero inconfondibile, sperimentando diversi generi musicali.
Hisaishi compone inoltre numerosi album da solista. Il suo debut album, MKWAJU, è datato 1981. Un anno più tardi esce il gioiello minimalista Information e successivamente vengono distribuiti Piano Stories, My Lost City, Etude - a Wish to the Moon, Asian XTC, Another Piano Stories (The End of the World). Nello stesso periodo si affaccia alla composizione per il cinema.
Come nome d'arte sceglie Joe Hisaishi in onore di Quincy Jones, infatti gli ideogrammi del cognome (久石?) possono essere letti sia "hisaishi" sia "kuishi" quest'ultimo simile alla traslitterazione in giapponese di Quincy (クインシー?, kuinshii), il nome Jō (riportato in Occidente come "Joe") è legato a sua volta a "Jones".
Hisaishi diventa amico di Hayao Miyazaki e firma la colonna sonora di 10 dei suoi film, tra i quali Nausicaä della Valle del vento (1984), La città incantata (2001), Ponyo sulla scogliera (2008) e Si alza il vento (2013). Negli anni '80 e '90, diventa uno dei maggiori compositori di colonne sonore di serie televisive anime, tra le quali Futari Taka, Alpen Rose, Il mago di Oz, Kiko soseiki Mospeada,  Arion, Robot Carnival e Venus Wars. Compone inoltre le musiche lungo tutti gli anni '90 per i film di Kitano, tra cui Sonatine (1993), Hana-bi - Fiori di fuoco (1997), L'estate di Kikujiro (1999) e per Departures (2008) di Takita Yojiro, vincitore dell'Oscar per il Miglior Film Straniero agli Academy Awards del 2009 e distribuito in Italia nel 2010 dalla friulana Tucker Film.
Nel 1998 compone Time of Departure ~ Asian Dream Song, il brano ufficiale dei Giochi paralimpici di Nagano. Le parole della canzone, interpretata da Kazushi Miyazawa, sono di Dorian Sukegawa.
Le sue composizioni ricevono numerosi riconoscimenti, tra cui ben sei Japan Academy Awards for Best Music, facendogli conquistare una posizione di primissimo piano sul fronte dell'industria musicale nipponica. Nel 2001 debutta anche come regista e co-sceneggiatore di Quartet, un film che riceve ottime recensioni e che viene presentato al Montreal World Film Festival. Nel 2004 diventa inoltre il primo musicista giapponese a dirigere l'orchestra del Festival di Cannes (accompagnamento live del capolavoro comico Come vinsi la guerra di Buster Keaton).
Nel 2006 Hisaishi collabora con le migliori orchestre filarmoniche di 5 città per un tour asiatico di enorme successo. Sempre nel 2006 lavora per il film coreano Welcome to Dongmakgol, migliore colonna sonora ai Korean Film Awards, e per il film cinese The Postmodern Life of My Aunt, vincitore della migliore colonna sonora agli Hong Kong Academy Awards. Nel 2008, in occasione del super evento Joe Hisaishi in Budokan –25 years with the Animations of Hayao Miyazaki, dirige un'orchestra di 1200 elementi.
Dopo l'uscita dell'album Minima Rhythm realizzato nel 2009 con la London Philharmonic Orchestra, Hisaishi è protagonista di un tour che tocca 12 città del Giappone. Lo stesso anno, viene premiato con la Medaglia d'Onore per meriti artistici dal governo giapponese.
Nel 2023 registra A Symphonic Celebration, il suo primo album sotto etichetta Deutsche Grammophon, contenente musiche scelte dai suoi lavori per lo Studio Ghibli.

## Discografia

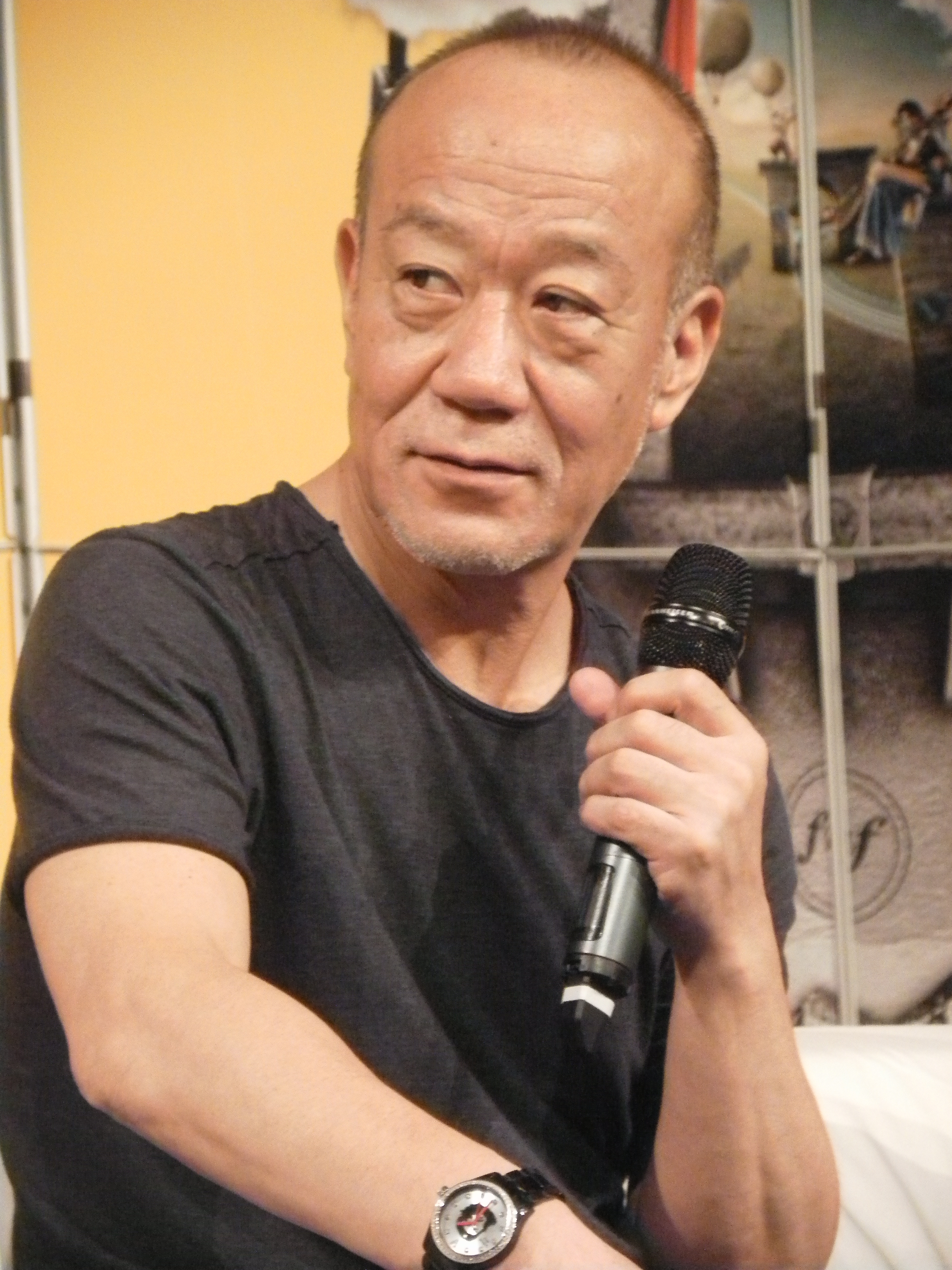
Joe Hisaishi a Cracovia nel 2011

### Colonne sonore per Takeshi Kitano
- 1991 - Il silenzio sul mare (あの夏、いちばん静かな海?)
- 1993 - Sonatine (ソナチネ?)
- 1996 - Kids Return (キッズ・リターン?)
- 1997 - Hana-bi - Fiori di fuoco (花火?)
- 1999 - L'estate di Kikujiro (菊次郎の夏?)
- 2000 - Brother (ブラザー?)
- 2002 - Dolls (ドールズ?)

### Colonne sonore per lo Studio Ghibli
- 1984 - Nausicaä della Valle del vento (風の谷のナウシカ?, Kaze no tani no Naushika)
- 1986 - Laputa: il castello nel cielo (天空の城ラピュタ?, Tenkū no shiro Rapyuta)
- 1988 - Il mio vicino Totoro (となりのトトロ?, Tonari no Totoro)
- 1989 - Kiki's Delivery Service (魔女の宅急便?, Majo no takkyūbin)
- 1992 - Porco Rosso (紅の豚?, Kurenai no buta)
- 1997 - Princess Mononoke (もののけ姫?, Mononoke-hime)
- 2001 - La città incantata (千と千尋の神隠し?, Sen to Chihiro no kamikakushi)
- 2004 - Il castello errante di Howl (ハウルの動く城?, Hauru no ugoku shiro)
- 2008 - Ponyo sulla scogliera (崖の上のポニョ?, Gake no ue no Ponyo)
- 2013 - Si alza il vento (風立ちぬ?, Kaze tachinu)
- 2013 - La storia della Principessa Splendente (かぐや姫の物語?, Kaguya-hime no monogatari)
- 2023 - Il ragazzo e l'airone (君たちはどう生きるか?, Kimi-tachi wa dō ikiru ka)

### Altre colonne sonore

#### Anime
- 1982 - Il mago di Oz
- 1983 - Kiss Me Licia
- 1985 - Alpen Rose
- 1986 - Arion (Arion)
- 1989 - Venus Wars (Vinasu senki)
- 2019 - I figli del mare

#### Film
- 2005 - Otokotachi no Yamato - Men of the Yamato
- 2008 - Departures (おくりびと?)
- 2013 - Tokyo Family
- 2025 - A Big Bold Beautiful Journey - Un viaggio straordinario

#### Videogiochi
- 2010 - Ni no kuni: La minaccia della Strega Cinerea (二ノ国 白き聖灰の女王?, Ni no kuni: Shiroki seihai no jyoō)
- 2011 - Cygnus Garden (MapleStory)
- 2018 - Ni no kuni II: Il destino di un regno ( 二ノ国II レヴァナントキングダム Ni no kuni: Revananto kingudamu?)

## Premi e riconoscimenti
Golden Globe
- 2024 - Candidatura alla migliore colonna sonora originale per Il ragazzo e l'airone

Annie Award
- 2003 - Migliore colonna sonora in un film d'animazione per La città incantata
- 2010 - Candidatura alla migliore colonna sonora in un film d'animazione per Ponyo sulla scogliera
- 2015 - Candidatura alla migliore colonna sonora in un film d'animazione per La storia della Principessa Splendente